# Golfo di Türkmenbaşy
Il golfo o baia di Türkmenbaşy (in russo залив Туркменбашы, in turkmeno Türkmenbaşy aýlagy) è una baia del mar Caspio lungo la costa del Turkmenistan.
Delimitato dalla penisola di Krasnovodsk a sud e dalla penisola di Cheleken a sud, il golfo si inoltra verso est nell'entroterra per 46 km ed ha una larghezza in prossimità della sua imboccatura di 18 km. In prossimità del suo angolo nord-orientale si trovano le paludi salate di Bala-Ishem, che indicano il punto in cui sfociava un tempo l'ormai essiccato fiume Uzboj. Il golfo è entrato a far parte della riserva naturale di Hazar nel 1968. Tra gli animali che vivono nella baia sono degni di menzione l'alosa del Caspio (Alosa braschnikowi) e la foca del Caspio.

## Cartografia
Nelle mappe del mar Caspio del XVIII secolo il golfo veniva chiamato «golfo di Balkan» o «Balchan» ed era considerato molto più profondo di quanto non sia in realtà. Esso venne mappato accuratamente per la prima volta da Fёdor Ivanovič Sojmonov durante la spedizione nel Caspio effettuata tra il 1719 e il 1727.
La baia venne in seguito chiamata «golfo» o «baia di Krasnovodsk», ma cambiò nome quando l'omonima città lungo le sue sponde cambiò nome da Krasnovodsk a Türkmenbaşy.